# Spritze (Backen)

Tortenspritze, um 1910, Gebrauchsort: Berlin

Als Spritze bezeichnet man ein Gerät, das zur Injektion von Flüssigkeiten (z. B. Marmelade), zur Verzierung von Torten oder zum Herstellen von Spritzgebäck verwendet wird. Sie wird auch als Gebäckspritze oder Tortenspritze bezeichnet.

## Aufbau
Eine Spritze besteht aus einem zylindrischen Hohlraum, einem darin beweglichen Kolben und einer Düse. An diese kann eine Hohlnadel oder eine Tülle angeschlossen werden. Gängige Spritzen bestehen heutzutage aus Kunststoff, früher aus Blech. 

## Benutzung
Sie dient in Küchen und Konditoreien zum Dressieren von Schlagsahne und Cremes, Mayonnaise, Püree und Ähnlichem zu meist dekorativen Zwecken oder zum Formen und Portionieren. Sie wird auch zum Injizieren von Marmelade in Berliner Pfannkuchen verwendet. 
Im Gegensatz zum Spritzbeutel ist der Gebrauch einer Spritze mühseliger.

## Bilder

Kuchenspritze mit 3 Tüllen und 4 Einlegscheiben, um 1930; Bestand des MEK.
Tortenspritze mit 7 Tüllen, 20. Jh., Herstellungsort: Zella-Mehlis, DDR; Bestand des MEK.